# Christophe Alexis Adrien de Jussieu
Pour les articles homonymes, voir Famille de Jussieu et Jussieu.
Christophe-Alexis-Adrien de Jussieu né le 10 août 1802 à Lyon et mort le 25 octobre 1865 au château de Beauvernay à Saint-Nizier-sous-Charlieu (Loire), est un haut fonctionnaire français.

## Biographie
Elu, le 4 novembre 1837, député du 3e collège de la Vendée (Bourbon-Vendée) par 82 voix (105 votants,198 inscrits), il soutint la politique ministérielle, et échoua dans le même collège, le 2 mars 1839, avec 10 voix contre 129 à l'élu, M. Chambolle.
En 1851, il chercha à introduire le gaz à Madrid et devint, sous l'Empire, archiviste de la Charente.

## Carrière
- 1830 (23 septembre) - Sous-préfet de Sceaux
- 1831 (12 mars) - Préfet de l'Ain
- 1832 (28 mai) - Préfet de la Mayenne
- 1832 (12 octobre) - Préfet de la Vendée
- 1833 (30 mars) - Préfet de la Vienne
- 1837 (17 mai) - Directeur de la police générale au Ministère de l'Intérieur
- 1837 (4 novembre) - Député de la Vendée
- 1839 (10 août) -Préfet de l'Ain
- 1839 - Maître des requêtes au Conseil d'État
- 1841 (18 mars) - Démissionnaire

## Ecrits
- Comment on fait les révolutions (1827) ;
- Discussions politiques de 1823 à 1830 (1835) ;
- Le préfet de la Vienne à MM. les membres des comices agricoles du département et de la Société d'agriculture de Poitiers (1837) ;
- Paradis perdu, poème (1850) ;
- Histoire de la chapelle de Notre-Dame-de-Bézines, sous les murs d'Angoulême (1857)

## Sources
- « Christophe Alexis Adrien de Jussieu », dans Adolphe Robert et Gaston Cougny, Dictionnaire des parlementaires français, Edgar Bourloton, 1889-1891 [détail de l’édition]
- Acte de décès Saint-Nizier-sous-Charlieu